# Prosíčka (okres Havlíčkův Brod)
Prosíčka (německy Prositschka) je obec v okrese Havlíčkův Brod v Kraji Vysočina. Žije zde 151 obyvatel.

## Části obce
- Dolní Prosíčka
- Horní Prosíčka
- Nezdín

## Původ jména
O původu názvu obce existuje několik hypotéz. Některé zprávy popisují, že dříve byla v této lokalitě obec Kalousova Lhota.  Název obce vznikl patrně odvozením od osobního jména zakladatele Prosmíra – ves lidí Prosmírových.

## Historie
V minulosti se jednalo o dvě samostatné vesnice s názvem Horní a Dolní Prosíčka. První písemná zmínka o obci pochází z roku 1457, už k roku 1452 se ovšem uvádí těžba stříbrné rudy v této oblasti. V zemských deskách je k roku 1457 zaznamenán spor mezi Heřmanem z Ostrova na straně jedné a Burianem Trčkou z Lípy a na Lipnici na straně druhé o dědictví v Prosíčce, v němž zemský soud dal za pravdu Heřmanovi z Ostrova. Jedná se patrně o nejstarší písemnou zmínku o této vsi, majitelé Horních a Dolních Prosíček byli Jan a Jindřich z Říčan a na Ledči.
Dalším majitelem Horních Prosíček byl zeman Vilém z Lerojed s manželkou Apolenou Dorotou z Vrbice. Roku 1520 byla ves prodána městu Ledeč nad Sázavou za 45 kop grošů českých. K roku 1545 se uvádí v deskách zemských zpráva o platech ze vsi Dolní Prosíčka. Další zmínka je k roku 1587, kdy ves byla součástí rychty Kozlovské, ve vsi byly 4 usedlosti (Jan a později Petr Větrovský, Jan Hlaváček, Urban Vejsadů a Matěj Vodák mlynář). Koncem 16. století se Horní a Dolní Prosíčka stala majetkem rodu Trčků z Lípy, a to až do roku 1630, kdy se obec stala majetkem města Ledeč nad Sázavou.
Soupis poddaných podle víry z let 1650–1651 uvádí, že v Horních Prosíčkách žije 31 osob; jmenovitě: sedláci Jan Hole s manželkou Dorotou, Jan Kozelka se ženou Dorotou, Michal Novák se ženou Annou a Matěj Pyschko se svojí ženou Annou. V Dolních Prosíčkách žije 23 osob a jmenovitě se uvádějí: sedláci Václav Wietra(Větrovský) se ženou Lidmilou a Václav Nápravník se ženou Magdalenou, chalupníci Václav Semradt se ženou Chateinou (Kateřinou) a Adam N. se svojí ženou Magdalenou. Berní rula kraje čáslavského z roku 1654 uvádí, že v obci je sedm rolníků, jenž qualitetes osedlého mají. Jmenovitě: Jan Hole, Jan Kozelka (který v roce 1661 vyhořel), Michal Novák, Matěj na Píšově, Václav Větrovský, Václav Urbanů a Václav Nápravník. Obec Prosíčka byla součástí panství Ledečského, které náleželo Adrianu z Engelfurtu.
Roku 1854 došlo ke sloučení Horních Prosíček (87 obyvatel) a Dolních Prosíče (96 obyvatel). Seznam míst v království českém z roku 1878 uvádí, že osady Dolní a Horní Prosíčka přísluší pod místní obec Kozlov. V Dolních Prosíčkách je 14 domů a 96 obyvatel. V Horních Prosíčkách žije 87 obyvatel a obec čítá 10 domů. Roku 1902 byl založen sbor dobrovolných hasičů, jeho činnost trvá dodnes. Na frontě první světové války položil v roce 1916 svůj život Jan Pajer z Horních Prosíček čp. 9. V roce 1950 byl umístěn v pořadí již třetí zvon na zvoničku na návsi v Horních Prosíčkách a roku 1957 vzniklo JZD Prosíčka.

## Památky

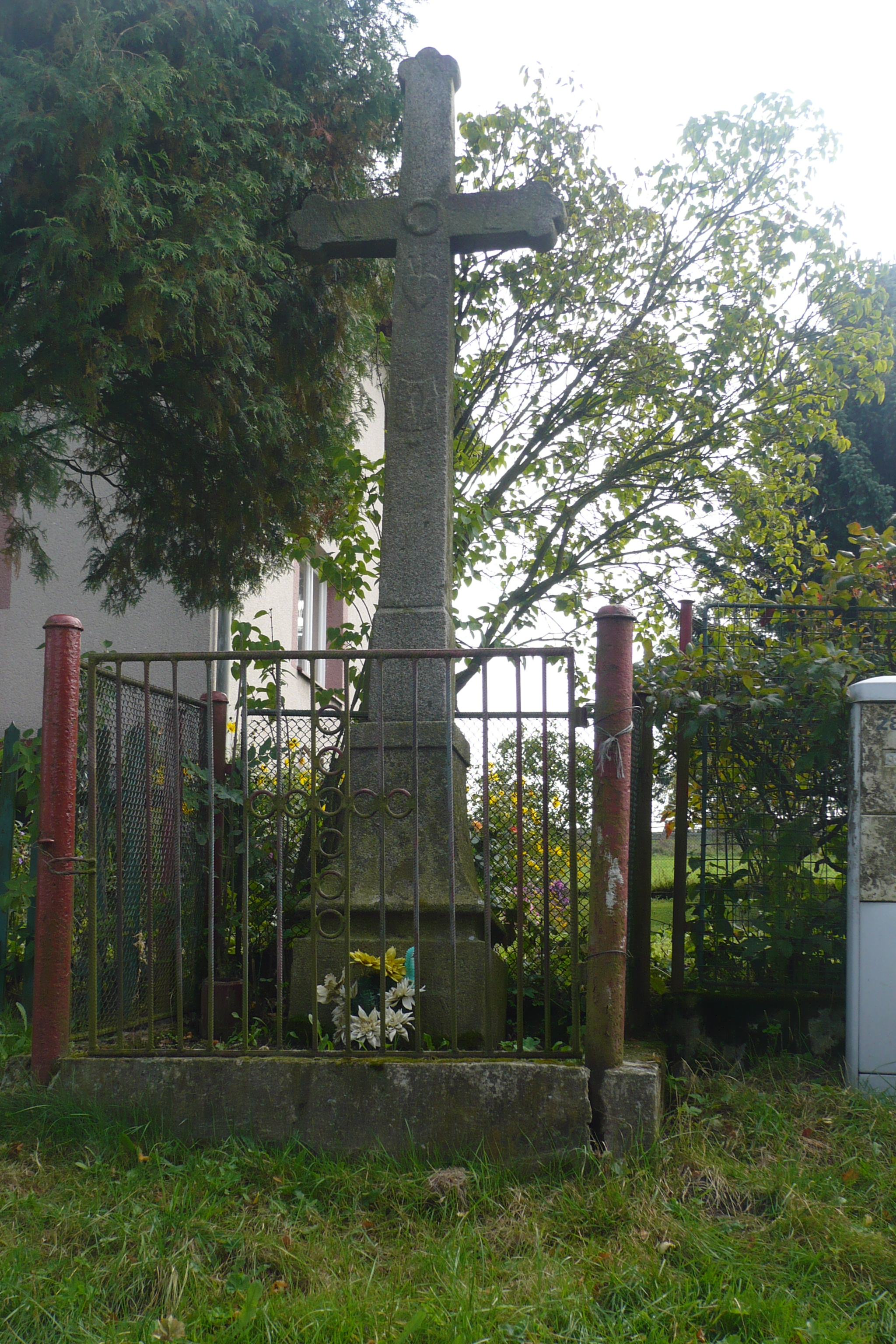
Kamenný kříž patrně z konce 18. století

- Dřevěná zvonička na návsi v Horních Prosíčkách, jejíž zvon nese nápis: „Z.Ú.K. Česká u Brna – Prosíčka L.P.1950“. Původní zvonička nesla zvon z reliéfy sv. Václava a sv. Kříže, na kterém byl nápis „L.P.1859 od Josefa Hilznera v Jihlavě“. Zvon byl rekvírován rakouskými vojáky v roce 1916. Po skončení první světové války byl zakoupen nový zvon, který byl za druhé světové války opět odebrán.
- Kamenný kříž na návsi, patrně z konce 18. století
- Kamenný pomník padlým obyvatelům v první a druhé světové války
- Zvonička v Dolních Prosíčkách nesla zvon z reliéfem Panny Marie a nápisem „Obec Dolní Prosíčka ke cti boží 1888 – Zdrávas Maria“. Zvon byl rekvírován rakouskými vojáky v roce 1916. Zvonička dnes již nestojí.

## Mlýn v Prosíčkách
Pod vsí na Olešenském potoce stojí Vodákův mlýn. Mlýn se vždy nazýval po svém majiteli – tedy Vodákův, Franclův, Šotolův či Brodilův. Tento mlýn je zmiňován již v roce 1587. Na mapě I. vojenského mapování (tzv. Josefského) z roku 1764–68 je mlýn zakreslen a označen jako Vodákův mlýn.

## Vývoj počtu obyvatel
| Rok            | 1869 | 1880 | 1890 | 1900 | 1910 | 1921 | 1930 | 1950 | 1961 | 1970 | 1980 | 1991 | 2001 | 2011 |
| Počet obyvatel | 304  | 277  | 277  | 249  | 259  | 245  | 251  | 185  | 192  | 176  | 157  | 127  | 126  | 128  |